# Rödöbron

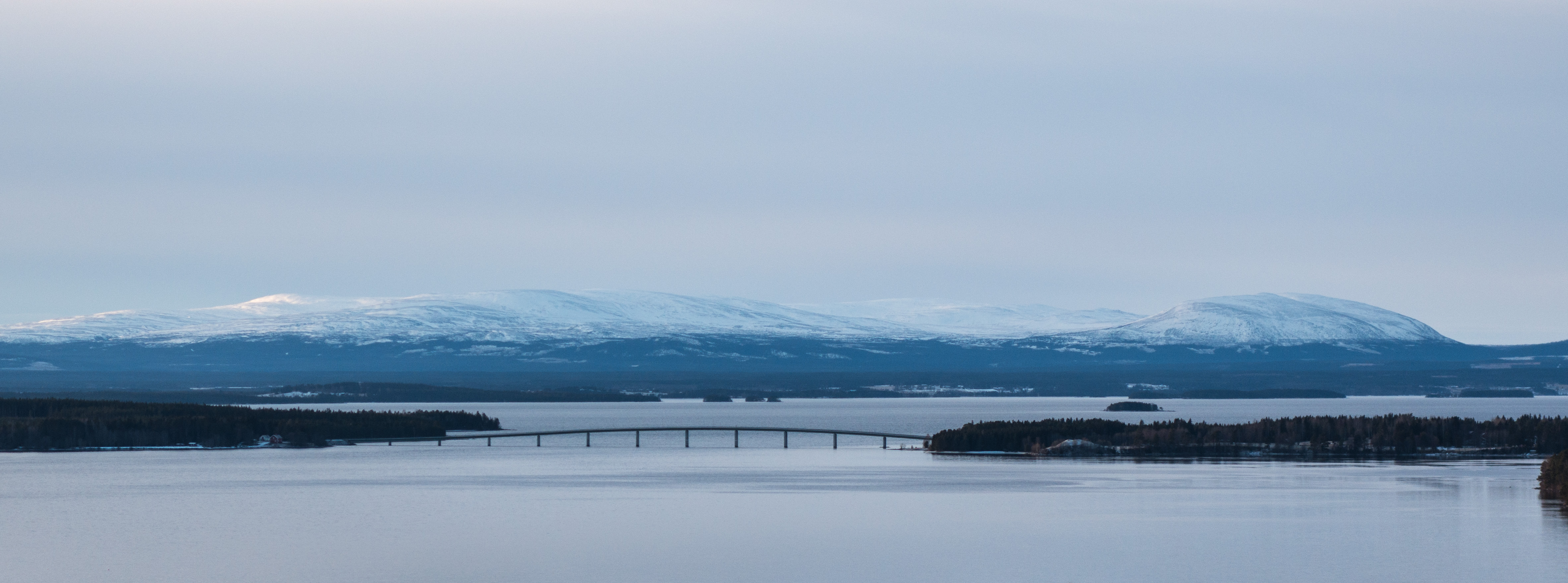
Rödöbron med Oviksfjällen bakom.

Rödöbron är en 677 meter lång bro över Rödösundet (Storsjön) i Jämtland. Den förbinder ön Frösön med fastlandet Rödön (som egentligen är en halvö).
Bron invigdes 1993 och finansierades av staten samt näringslivet i närområdet. Förutom statens insats var finansiärerna Väginvest, Jämtlands länsförsäkringsbolag, Föreningssparbanken, Camfore, Persson Invest, Jämtfrakt och Å.R.E. samt Östersunds, Krokoms och Åre kommuner. Tillsammans bildade dessa företag bolaget Rödöbron AB.
I finansieringen av Rödöbron ingick att den skulle avgiftsbeläggas under 20 år och detta gjorde den till Sveriges första avgiftsbelagda bro i modern tid. När avgiften, genom ett regeringsbeslut, slopades den 1 januari 1999 var den fortfarande den enda avgiftsbelagda bron i Sverige. Senare har fler broar byggts och avgiftsbelagts.
Förutom att underlätta de lokala kommunikationerna är brons största nytta för turismen att resvägen mellan Åre Östersund flygplats och skidorterna västerut minskas.

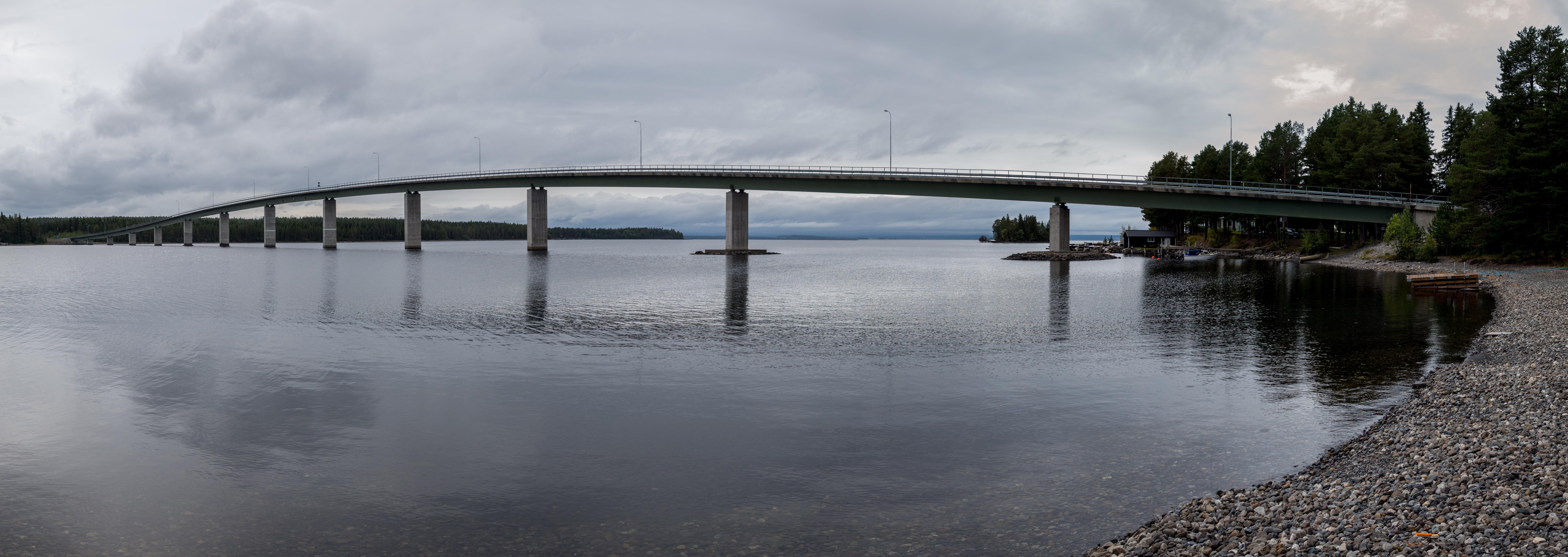
Panorama över Rödöbron.